# George Jennings Hinde
George Jennings Hinde (né le 24 mars 1839, mort le 18 mars 1918) est un géologue et un paléontologue britannique.

## Travaux
Hinde fait de nombreuses études de scolécodontes à partir d'échantillons d'Angleterre, du Pays de Galles, du Canada et de Suède,,, établissant une base pour la nomenclature de ce qu'il considère comme des éléments isolés de machoires d'annélides.
Il étudie aussi les conodontes du Canada et des États-Unis, ou d'Écosse. Il nomme le genre Polygnathus en 1879. D'autres auteurs, tels qu'Edward Branson et Maurice Mehl, continuent son travail sur les spécimens de conodontes de Hinde préservés au British Museum. C'est à partir de ces spécimens qu'ils nomment le genre Ozarkodina en 1933.

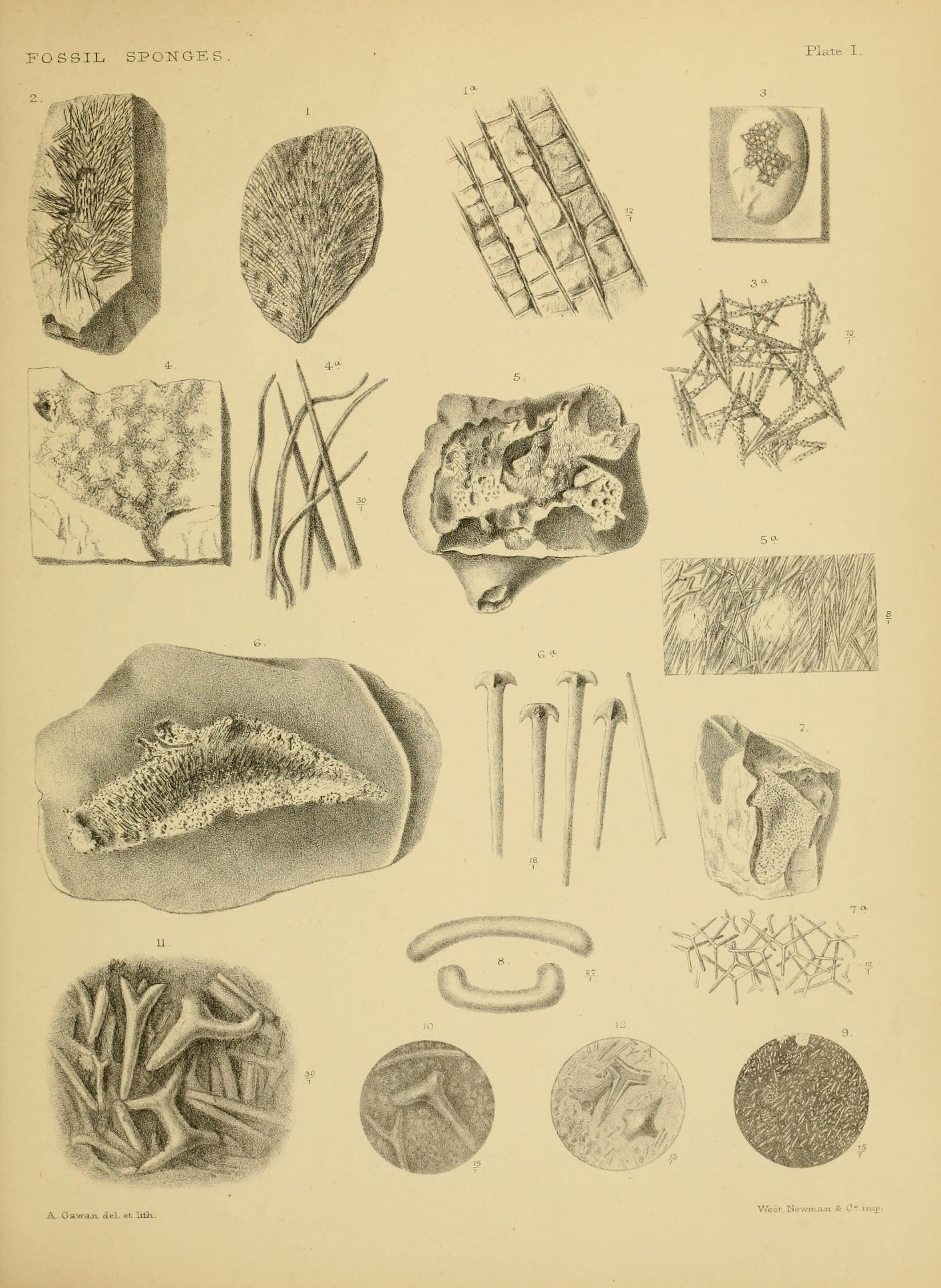
Planche I de Catalogue of the fossil sponges in the Geological Department of the British Museum (Natural History). With descriptions of new and little-known species

Il publie son Catalogue des éponges fossiles (Catalogue of the fossil sponges in the Geological Department of the British Museum (Natural History). With descriptions of new and little-known species (Illustrated by 38 lithographic plates.) en 1883

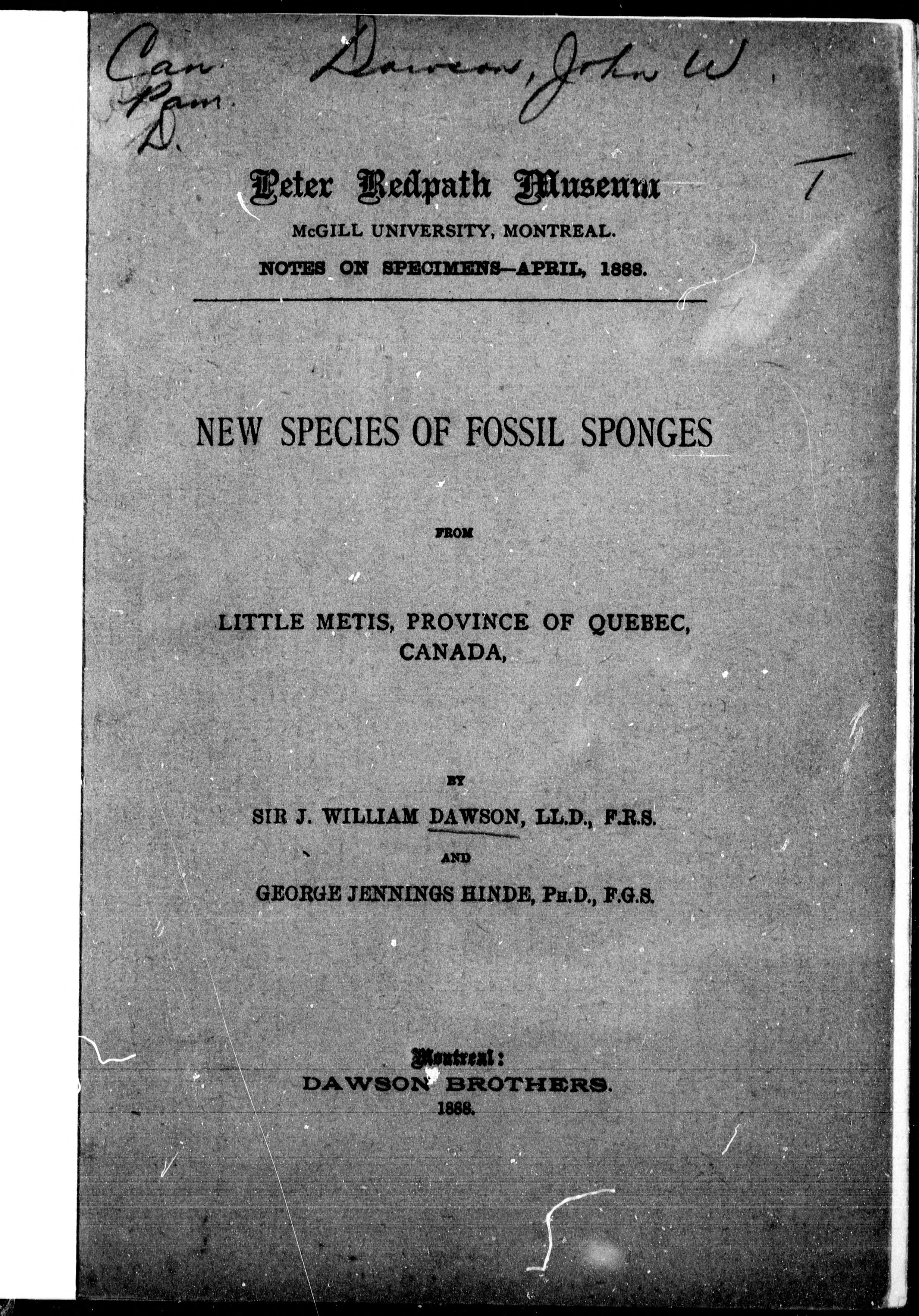
New species of fossil sponges from Little Metis, province of Quebec, Canada par John William Dawson et George Jennings Hinde.

En 1888, il publia avec John William Dawson New species of fossil sponges from Little Metis, province of Quebec, Canada.

## Récompenses
En 1896, il devient membre de la Royal Society. 	
En 1897, il reçoit la médaille Lyell, une récompense prestigieuse décernée annuellement par la Société géologique de Londres (Geological Society of London).

## Hommages
La médaille de Hinde est une récompense décernée par la Pander Society, une organisation informelle fondée en 1967 pour la promotion de l'étude paléontologique des conodontes.
Les genres de conodontes Hindeodella, Hindeodelloides et Hindeodus sont nommés d'après G.J. Hinde.
Les noms d'espèces portant l'épithète hindei, sont également un hommage à G.J. Hinde. On les trouve par exemple dans les noms d'espèces d'animaux préhistoriques suivants :
- Diagoniella hindei, une espèce d'éponges
- Choia hindei, une espèce d'éponges
- Calceolispongia hindei, une espèce de crinoïdes